# Pittsburgh

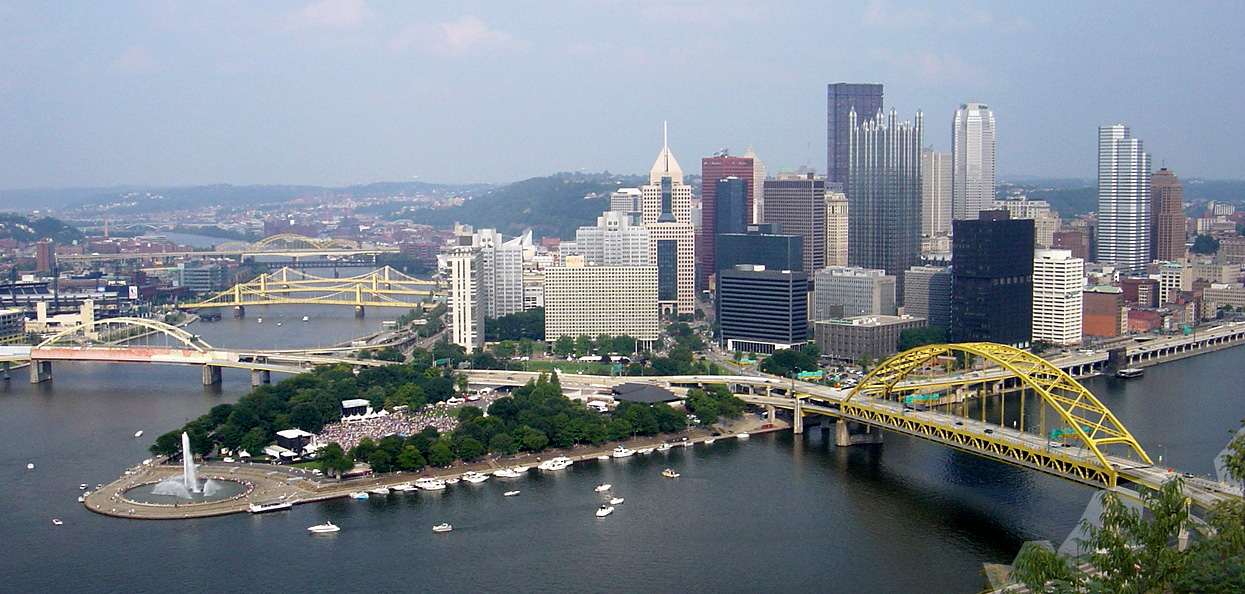
Pittsburgh

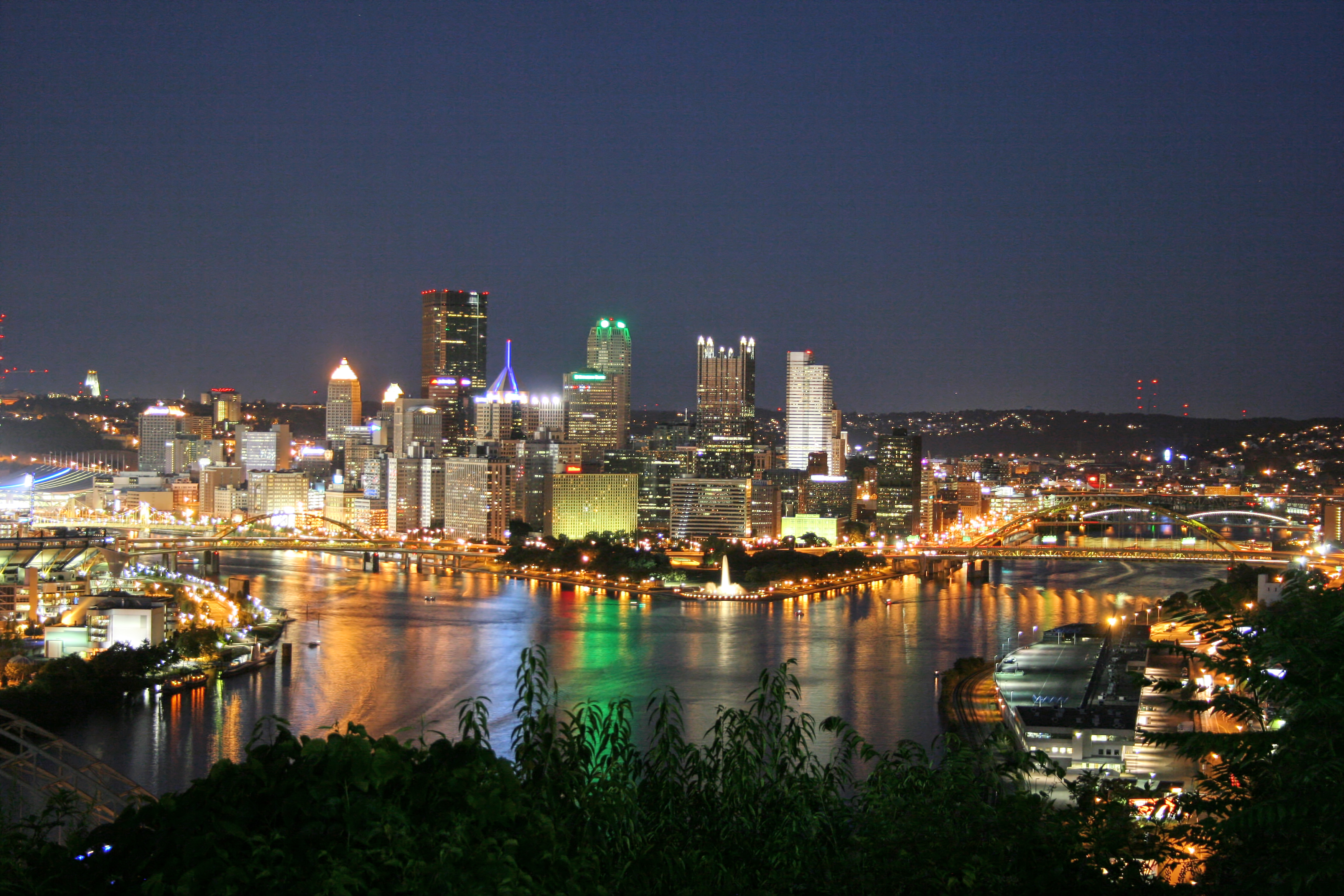
Miasto nocą

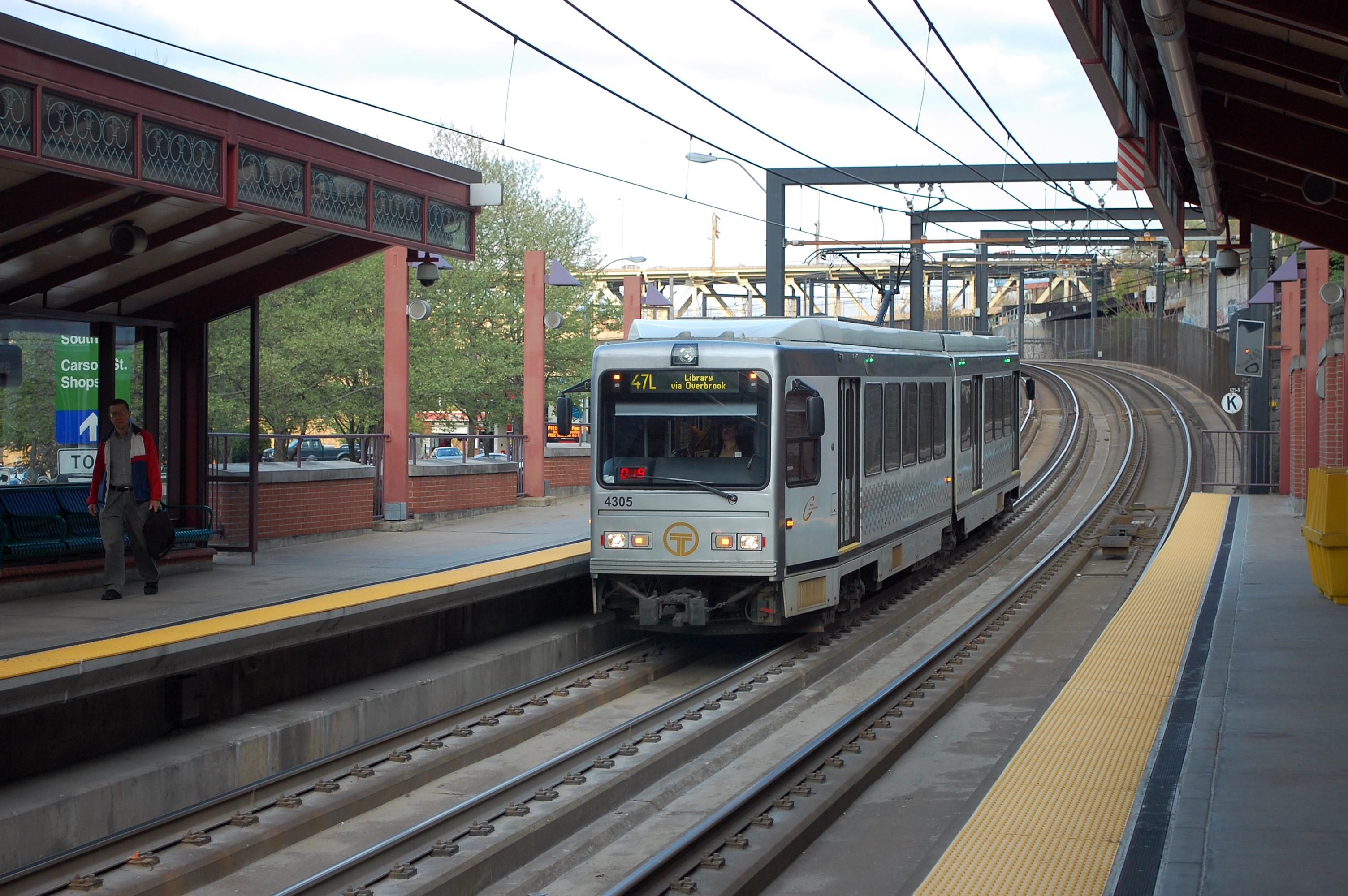
Tramwaj należący do systemu lekkiej kolei w Pittsburghu

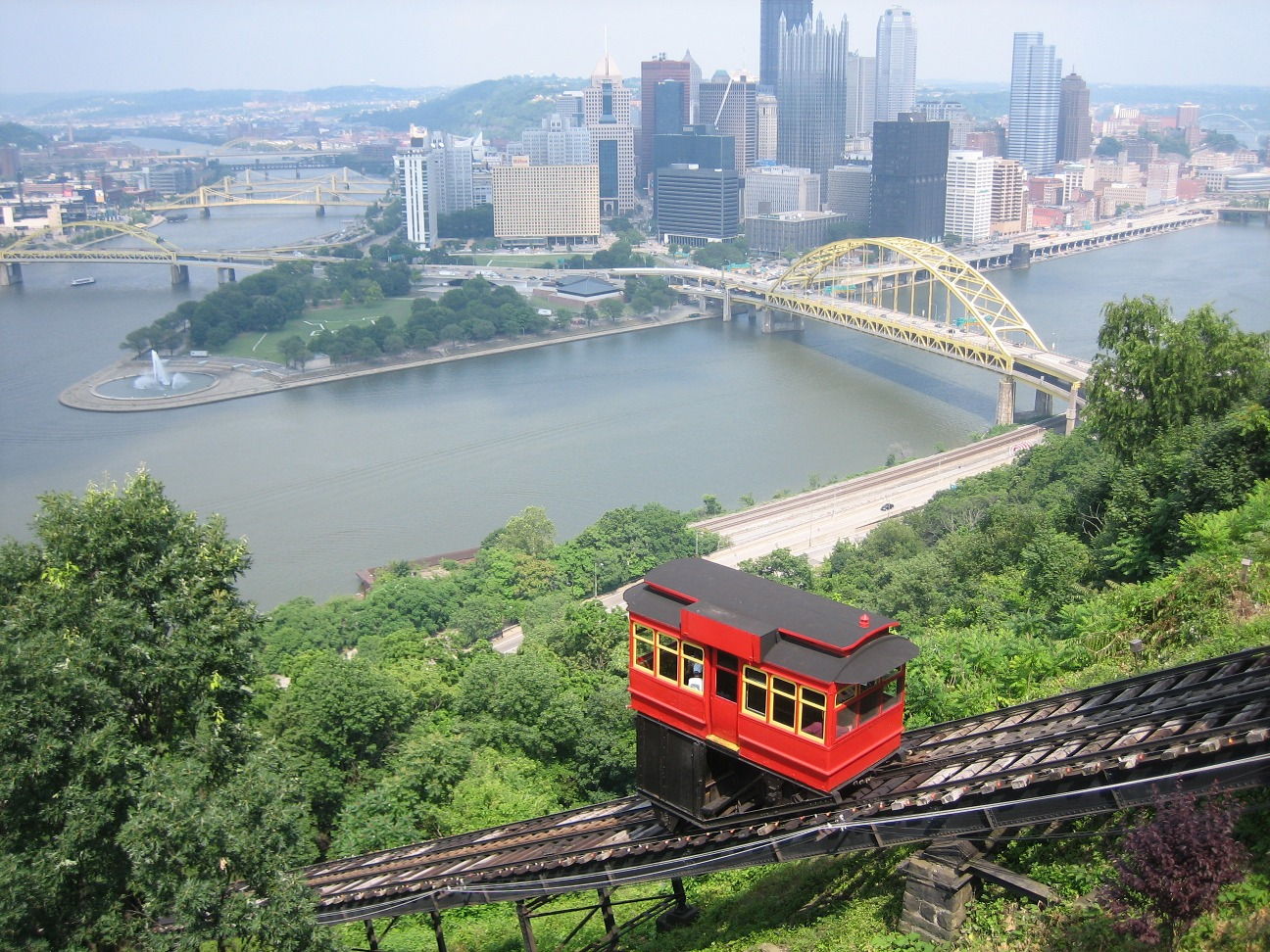
Kolejka Duquesne Incline

Pittsburgh – miasto w Stanach Zjednoczonych, w stanie Pensylwania, ośrodek administracyjny hrabstwa Allegheny, położone nad zbiegiem rzek Allegheny i Monongahela, dających w tym miejscu początek rzece Ohio. W 2020 roku miasto liczyło 302 971 mieszkańców, a obszar metropolitalny – 2 370 930.

## Historia
W 1754 Francuzi założyli w tym miejscu Fort Duquesne, wyparci zostali przez Brytyjczyków w 1758. Miasto rozplanowane zostało w 1764 roku, nazwane na cześć polityka Williama Pitta. Pittsburgh prawa miejskie otrzymał w 1816. Miasto rozwinęło się w XIX wieku jako ośrodek przemysłowy, w szczególności hutnictwa stali, czemu sprzyjał duży napływ imigrantów z Europy. W szczytowym okresie, przypadającym na lata 50. XX wieku, Pittsburgh liczył nieco ponad 675 000 mieszkańców.
Obecnie centrum bankowo-biznesowe (siedziby koncernów Gulf Oil, Westinghouse Electric, National Steel). Ośrodek naukowy (m.in. Uniwersytet Pittsburski, założony w 1787, oraz politechnika Carnegie Mellon University) i kulturalny (znana orkiestra filharmoniczna, muzea, galerie sztuki nowoczesnej).

## Demografia
Według danych pięcioletnich z 2020 roku 66,4% mieszkańców głównego miasta stanowili Biali (64,5% nie licząc Latynosów), 23% to Czarni lub Afroamerykanie, 5,8% to Azjaci, 3,6% deklarowało przynależność do dwóch lub więcej ras, 0,19% to rdzenna ludność Ameryki i 0,04% to Hawajczycy i osoby pochodzące z innych wysp Pacyfiku. Latynosi stanowili 3,4% ludności miasta.
Poza osobami pochodzenia afroamerykańskiego do największych grup należą osoby pochodzenia niemieckiego (18,4%), irlandzkiego (14,2%), włoskiego (12,2%), polskiego (6,7%), angielskiego (5,3%) i „amerykańskiego” (3,2%). Większość Azjatów to Chińczycy i Hindusi.

## Gospodarka
Tradycyjnie uznawany jako centrum przemysłu hutniczego w Stanach Zjednoczonych, nosi przydomek Miasto Stali (ang. Steel City). Był ośrodkiem przemysłu maszynowego, elektrotechnicznego, środków transportu, chemicznego, szklarskiego, ale od kilkunastu lat przekształca się w centrum usług. Dużą rolę pełnią usługi zdrowotne (University of Pittsburgh Medical Center) – Pittsburgh jest siedzibą licznych szpitali i centrum badań zdrowotnych.

## Transport
Ważny węzeł komunikacji kolejowej i drogowej. Pittsburgh posiada komunikację autobusową, lekkiej kolei i port rzeczny oraz międzynarodowy port lotniczy.

## Kultura
Pittsburgh jest siedzibą licznych muzeów, m.in. Muzea Carnegie w Pittsburghu. W mieście znajduje się również The Andy Warhol Museum.
W Pittsburghu mają swoją siedzibę zespoły sportowe:
- Pittsburgh Penguins
- Pittsburgh Pirates
- Pittsburgh Steelers

## Osiedla
- Allegheny (Pittsburgh)
- Oakland (Pittsburgh)
- Polish Hill

## Religia
Struktura religijna aglomeracji według Pew Research Center w 2014 roku:
- protestanci – 42%
- katolicy – 32%
- brak religii – 18% (niewierzący – 5%)
- inne chrześcijańskie – 4%
- inne religie – 4%.

## Media

### Telewizja
- KDKA-TV Channel 2
- WTAE Channel 4
- WPXI Channel 11
- WQED Channel 13
- WPGH Channel 53

### Prasa
- Pittsburgh Post-Gazette
- Pittsburgh Tribune-Review
- Pittsburgh Courier
- Pittsburgh Business Times
- Pittsburgh City Paper
- The Front Weekly

## Współpraca
Miejscowości partnerskie:
- Bilbao (Hiszpania)
- Charleroi (Belgia)[5]
- Donieck (Ukraina)
- Fernando de la Mora (Paragwaj)
- Matanzas (Kuba)
- Nowokuźnieck (Rosja)
- Ostrawa (Czechy)
- Preszów (Słowacja)
- Saitama (Japonia)
- San Isidro (Nikaragua)
- Sheffield (Wielka Brytania)
- Skopje (Macedonia Północna)
- Sofia (Bułgaria)
- Wuhan (Chiny)
- Zagrzeb (Chorwacja)